# Beaumont-la-Ronce
Beaumont-la-Ronce era una comuna francesa situada en el departamento de Indre y Loira, de la región de Centro-Valle de Loira, que el 1 de enero de 2017 pasó a ser una comuna delegada de la comuna nueva de Beaumont-Louestault al fusionarse con la comuna de Louestault.

## Demografía
| Gráfica de evolución demográfica de Beaumont-la-Ronce entre 1800 y 2013 |
|                                                                         |

Los datos demográficos contemplados en este gráfico de la comuna de Beaumont-la-Ronce se han cogido de 1800 a 1999 de la página francesa EHESS/Cassini, y los demás datos de la página del INSEE.